# Landtagswahlkreis 2 (Burgenland)
Der Wahlkreis 2 ist ein Wahlkreis im Burgenland, der den politischen Bezirk Eisenstadt-Umgebung und die Freistädte Eisenstadt und Rust umfasst. Bei der Landtagswahl 2025 waren im Wahlkreis 2 49.289 Personen wahlberechtigt, wobei bei der Wahl die Sozialdemokratische Partei Österreichs (SPÖ) mit 46,7  % als stärkste Partei hervorging. Neben der SPÖ, die drei der sieben möglichen Grundmandate im Wahlkreis erzielte, erreichten auch die Freiheitliche Partei Österreichs (FPÖ) und die Österreichische Volkspartei (ÖVP) je ein Grundmandat.

## Geschichte
Ursprünglich bestand im Burgenland bei Landtagswahlen lediglich ein Wahlkreis. Nachdem die burgenländische Landtagswahl 1977 beim Verfassungsgerichtshof angefochten worden war, erkannte der Verfassungsgerichtshof, dass die Nennung von „Wahlkreisen“ im Artikel 26 des Bundes-Verfassungsgesetzes, also im Plural, dahingehend auszulegen ist, dass mindestens zwei Wahlkreise pro Bundesland bestehen müssen. In der Folge änderten die betroffenen Bundesländer Kärnten, Salzburg und das Burgenland ihre Landtagswahlordnungen. Das Burgenland vollzog die notwendige Adaptierung mit der am 30. Oktober beschlossenen Landtagswahlordnung 1978, die das Burgenland in vier Wahlkreise unterteilte. Der Bezirk Eisenstadt-Umgebung sowie die Freistädte Eisenstadt und Rust gehörten dabei zusammen mit dem Bezirk Neusiedl am See zum Wahlkreis I. Bereits 1995 erfolgte mit der Landtagswahlordnung 1995 eine weitere Reform der Wahlkreise, bei der die Zahl der Wahlkreise von vier auf sieben erhöht wurde und der Bezirk Eisenstadt-Umgebung mit den Städten Rust und Eisenstadt zu einem eigenen Wahlkreis, dem Wahlkreis 2 erhoben wurde.
Die SPÖ erreichte seit der Gründung des Wahlkreises bei jeder Wahl die relative Mehrheit, wobei ihr Ergebnis im Wahlkreis 2 meist knapp unter dem Landesergebnis lag. Ihr bestes Ergebnis erzielte die SPÖ 2005 mit 49,5 %. Die ÖVP schneidet bei Landtagswahlen im Wahlkreis 2 regelmäßig mit einem Ergebnis ab, das im Bereich ihres landesweiten Schnittes entspricht. Mit 36,5 % erreichte sie im Jahr 2005 ihr bestes Ergebnis und lag damit wie bei allen anderen Wahlen klar auf Platz 2. Die Freiheitliche Partei Österreichs (FPÖ) verbuchte ihr bestes Wahlergebnis im Wahlkreis mit 20,4 % im Jahr 2025. Für die Grünen (GRÜNE) gehört der Wahlkreis 2 zu den stärksten Regionen im Burgenland, 2020 erzielte sie mit 8,9 % ihr jemals bestes Ergebnis in einem Wahlkreis.

## Wahlergebnisse
| Landtagswahlen im Wahlkreis 2 | Landtagswahlen im Wahlkreis 2 | Landtagswahlen im Wahlkreis 2 | Landtagswahlen im Wahlkreis 2 | Landtagswahlen im Wahlkreis 2 | Landtagswahlen im Wahlkreis 2 | Landtagswahlen im Wahlkreis 2 | Landtagswahlen im Wahlkreis 2 | Landtagswahlen im Wahlkreis 2 |
| Wahltermin                    | GM                            |                               | SPÖ                           | ÖVP                           | FPÖ                           | GRÜNE                         | Sonstige                      |                               |
| ----------------------------- | ----------------------------- | ----------------------------- | ----------------------------- | ----------------------------- | ----------------------------- | ----------------------------- | ----------------------------- | ----------------------------- |
| 2. Juni 1996                  |                               | Stimmenanteile (%)            | 44,52                         | 34,17                         | 15,04                         | 3,31                          | 2,95                          |                               |
| 2. Juni 1996                  | 6                             | Grundmandate                  | 3                             | 2                             | 1                             | 0                             | 0                             |                               |
| 3. Dezember 2000              |                               | Stimmenanteile (%)            | 44,04                         | 35,04                         | 13,02                         | 7,90                          | –                             |                               |
| 3. Dezember 2000              | 6                             | Grundmandate                  | 2                             | 2                             | 0                             | 0                             | –                             |                               |
| 9. Oktober 2005               |                               | Stimmenanteile (%)            | 49,47                         | 36,53                         | 6,22                          | 7,13                          | 0,66                          |                               |
| 9. Oktober 2005               | 7                             | Grundmandate                  | 3                             | 2                             | 0                             | 0                             | 0                             |                               |
| 30. Mai 2010                  |                               | Stimmenanteile (%)            | 46,13                         | 34,63                         | 8,51                          | 5,93                          | 4,80                          |                               |
| 30. Mai 2010                  | 7                             | Grundmandate                  | 3                             | 2                             | 0                             | 0                             | 0                             |                               |
| 31. Mai 2015                  |                               | Stimmenanteile (%)            | 39,35                         | 30,71                         | 13,26                         | 8,57                          | 8,10                          |                               |
| 31. Mai 2015                  | 7                             | Grundmandate                  | 2                             | 2                             | 0                             | 0                             | 0                             |                               |
| 26. Jänner 2020               |                               | Stimmenanteile (%)            | 46,51                         | 32,66                         | 9,18                          | 8,90                          | 2,76                          |                               |
| 26. Jänner 2020               | 7                             | Grundmandate                  | 3                             | 2                             | 0                             | 0                             | 0                             |                               |
| 19. Jänner 2025               |                               | Stimmenanteile (%)            | 46,68                         | 21,44                         | 20,40                         | 7,43                          | 4,05                          |                               |
| 19. Jänner 2025               | 7                             | Grundmandate                  | 3                             | 1                             | 1                             | 0                             | 0                             |                               |